# Messor diabarensis
Messor diabarensis is een mierensoort uit de onderfamilie van de Myrmicinae. De wetenschappelijke naam van de soort is voor het eerst geldig gepubliceerd in 1970 door Arnoldi.